# José Sanfilippo
José Francisco Sanfilippo (ur. 4 maja 1935 w Buenos Aires) – argentyński napastnik.
Podczas swojej klubowej kariery Sanfilippo grał w Argentynie (San Lorenzo de Almagro, Boca Juniors i Banfield), w Urugwaju (Nacional) i w Brazylii (Bangu AC i EC Bahia). W reprezentacji Argentyny rozegrał 29 meczów strzelając 21 bramek. Brał udział w dwóch finałach mistrzostw świata – w roku 1958 i w 1962.
Sanfilippo rozpoczął swoją karierę w roku 1953 w San Lorenzo, gdzie stał się autorem swoistego rekordu – w latach 1958–1961 cztery razy z rzędu był królem strzelców ligi argentyńskiej. Rekord ten do dziś nie został pobity.
W roku 1963 przeszedł do klubu Boca Juniors, z którym dotarł do finału Copa Libertadores 1963. W finale Boca przegrał z Santosem FC, ale mimo to Sanfilippo z siedmioma zdobytymi bramkami został królem strzelców imprezy.
W następny roku Sanfilippo grał już w urugwajskim Nacionalu, skąd rok później wrócił do Argentyny, ale tym razem do klubu Banfield. Wkrótce Sanfilippo znów wyemigrował – tym razem do Brazylii (najpierw Bangu AC, potem EC Bahia). W roku 1972 wrócił do San Lorenzo i w ciągu jednego roku zdobył z klubem dwa tytuły mistrza Argentyny – pierwszy po wygraniu Metropolitano, a drugi po wygraniu Nacional. Łącznie w latach 1953–62 i w 1972 Sanfilippo zdobył dla San Lorenzo 200 goli w 256 meczach (łącznie w lidze argentyńskiej zdobył 226 bramek w 326 meczach, co czyni go piątym strzelcem wszech czasów). Po tych sukcesach Sanfilippo zakończył swą karierę piłkarską.
W reprezentacji Argentyny rozegrał w latach 1957–1962 29 meczów, w których zdobył 21 bramek. Zdobył mistrzostwo Ameryki Południowej w Copa América 1957 oraz wicemistrzostwo w ekwadorskim Copa América 1959 (został królem strzelców imprezy, w której zdobył 5 goli). Dwukrotnie wystąpił w finałach mistrzostw świata (w 1958 i 1962), jednak bez sukcesów.
Sanfilippo był niskim (163 cm), ale silnie zbudowanym napastnikiem. Nie cechowała go znakomita technika, więc nie należał do mistrzów dryblingu. Przewyższał za to innych piłkarzy techniką strzału i zdecydowaniem w sytuacjach podbramkowych.

## Tytuły i nagrody
| Sezon              | Klub         | Tytuł                                                |
| ------------------ | ------------ | ---------------------------------------------------- |
| 1958               | San Lorenzo  | Primera división argentina Król strzelców: 28 bramek |
| 1959               | San Lorenzo  | Primera división argentina Król strzelców: 31 bramek |
| 1960               | San Lorenzo  | Primera división argentina Król strzelców: 34 bramki |
| 1960               | San Lorenzo  | Król strzelców Ameryki Południowej: 34 bramki        |
| 1961               | San Lorenzo  | Primera división argentina Król strzelców: 26 bramek |
| 1963               | Boca Juniors | Copa Libertadores Król strzelców: 7 bramek           |
| 1962 Metropolitano | San Lorenzo  | Primera división argentina Mistrz                    |
| 1962 Nacional      | San Lorenzo  | Primera división argentina Mistrz                    |

## Literatura
- Tomasz Wołek, Encyklopedia piłkarska FUJI: Copa America. Historia mistrzostw Ameryki Południowej 1910–1995, Wydawnictwo GiA, Katowice 1995, ISBN 83-902751-2-0, str. 128